# Cobubatha flavofasciata
Cobubatha flavofasciata är en fjärilsart som beskrevs av Augustus Radcliffe Grote 1877. Cobubatha flavofasciata ingår i släktet Cobubatha och familjen nattflyn. Inga underarter finns listade i Catalogue of Life.